# Língua azeri
O azerbaijano ou azeri (Azərbaycan dili), é um idioma do ramo turcomano da grande família das línguas altaicas que é falado sobretudo pelos azeris, concentrados principalmente na Transcaucásia, especialmente no Azerbaijão, e no noroeste do Irã, na região conhecida como Azerbaijão iraniano. A língua tem estatuto oficial no Azerbaijão e no Daguestão (uma entidade federal da Rússia), mas não tem estatuto oficial no Irã, onde a maioria dos azeris vivem. Também é falado em graus variados menores nas comunidades azeris da Geórgia e Turquia e pelas comunidades da diáspora, principalmente na Europa e na América do Norte.
O azerbaijano é membro do ramo oguze das línguas turcomanas. Tem duas divisões primárias, o Azeri do norte (falado no Azerbaijão e na Rússia, baseado no dialeto de Shirvan) e do Azeri do sul (falado no Irã, com base no dialeto de Tabriz) e está intimamente relacionado com o turco, qashqai, turcomeno e tártaro da Crimeia, compartilhando diferentes graus de inteligibilidade mútua com cada uma dessas línguas.

## História
A língua azeri se baseia hoje na língua oguz que se espalhou pelo sudoeste da Ásia durante a migração turcomana da Idade Média, sendo muito influenciada pelas línguas persa e árabe.
O azeri gradualmente foi substituindo as antigas línguas iranianas do norte do Irã, o azeri antigo, a língua tat, o persa medial e também, na região do Cáucaso, algumas antigas línguas caucasianas como o udi. Ficou assim dominante no período anterior ao domínio dos safávidas, embora minorias, tanto no Azerbaijão como no Irã continuassem ainda a falar antigas línguas iranianas até agora. Também muitas palavras persas mediais e novas continuam numerosas em azeri.
O desenvolvimento histórico do azeri pode ser dividido em dois períodos maiores:
- Antigo: por volta dos séculos XVI a XVIII – que difere de seu descendente (novo) por conter uma grande quantidade de palavras, frases e elementos sintáticos vindos do persa e do árabe. Registros escritos antigos do azeri mostram também relações linguísticas com elementos de idiomas oguzes e quipchacos em aspectos como pronomes, prefixos de caso, particípios, etc.
- Moderno: do século XVIII até à atualidade – a medida que o azeri foi deixando de ser apenas uma língua de poesia épica e poesia lírica para ser uma língua de uso prático no jornalismo e nas ciências, sua versão escrita foi ficando mais unificada e simplificada. Assim, foi perdendo muitos elementos arcaicos turcomanos, “otomanismos” e “iranianismos”, além de outras expressões, palavras e regras gramaticais que não ganharam popularidade entre as massas falantes de azeri.

Entre o início do século vinte e os anos 1930, houve muitas tentativas pelos literatos para unificação linguística no Azerbaijão. Mesmo havendo diferenças e competição entre esses estudiosos, todos eles pretendiam que mesmo as massas semialfabetizadas pudessem ler e entender literatura em azeri. Passou a ser criticado o uso excessivo de elementos persas, árabes, turco-otomanos e principalmente russos que povoavam a língua, tanto coloquial como literária. Procuravam um estilo mais simples e popular.
A conquista russa do sul do Cáucaso no século XIX dividiu a comunidade falante de azeri em dois estados, Azerbaijão e Irã. No Azerbaijão a União Soviética promoveu o desenvolvimento da língua, mas veio a atrasar esse processo com duas mudanças sucessivas de escrita: primeiro da escrita perso-árabe para o alfabeto latino e depois para o alfabeto cirílico. Mesmo com o uso significativo da língua azeri durante a era soviética, a língua se tornou oficial no Azerbaijão somente em 1978, o que também ocorreu nesse ano com as línguas naturais da Armênia e Geórgia (armênio e georgiano).
O alfabeto perso-árabe foi mantido, porém, para a língua azeri no Irã. Depois de sua independência com o fim da União Soviética, a República do Azerbaijão voltou a usar a escrita latina, nos mesmos moldes usados pela língua turca.

## Literatura
Literatura clássica do azeri se formou no século XVI com base nos dialetos “Tabriz” e “Xirvari”, com as obras dos escritores “Nazimi”, “Fuzuli” e “Khatai”. A moderna literatura do Azerbaijão se baseia somente no  dialeto “Xirvari” e no Irã se baseia no “Tabrizi”. O primeiro jornal em Azeri, o “Akinchi” ou “|Əkinçi” Em meados do século XIX passou a ser ensinado em Baku, Ganja, Shaki, Tíflis (Geórgia), Erevan (Armênia). Desde 1845 começou a ser ensinado na Universidade de São Petersburgo na Rússia.
Famosas obras literárias em azeri são “O livro de Book of Dede”, o “Épico de Köroğlu”, tradução de “Layla e Majnun” (Dâstân-ı Leylî vü Mecnûn), e “Heydar Babaya Salam”. Poetas e escritores da língua Azeri incluem: Imadeddin Nasimi, Muhammed Fuzuli, Hasanoglu Izeddin, Shah Ismail I, Khurshidbanu Natavan, Mirza Fatali Akhundov, Mirza Alakbar Sabir, Bakhtiyar Vahabzade e Mohammad Hossein Shahriar.

## Distribuição geográfica
O azeri é a língua oficial do Azerbaijão e alguns de seus dialetos são falados em muitas partes do Irã, sobretudo em áreas do noroeste, conhecidas como Azerbaijão do Sul ou Azerbaijão iraniano, onde é a língua dominante e também língua franca para línguas minoritárias da região, tais como o curdo, o armênio e o talish.
O Irã é lar da maioria dos falantes de azeri do mundo. A língua também é falada na república russa do Daguestão (onde é cooficial), no sudeste da Geórgia, no norte do Iraque e no leste da Turquia.
Existem cerca de 26 milhões de falantes nativos de azeri (cerca de dezesseis milhões no Irã e sete milhões no Azerbaijão). É uma língua túrquica do ramo oguz, bem próxima do turco e historicamente influenciada pelas línguas persa e árabe.

## Variantes
A língua azeri setentrional é a língua oficial do Azerbaijão ISO 639-3 (azj) e Ethnologue, ou Azərbaycan dili no Azerbaijão. Essa variante é também falada na Rússia, na república do Daguestão, sudeste e leste da Geórgia, nordeste da Turquia e em alguns pontos da Ucrânia.
- A língua azeri meridional é uma variante falada no noroeste do Irã. Os iranianos azeris chamam essa língua de azari, türki ou türki azari. Essa variante é falada principalmente nas Províncias de Leste-Azarbaijão, Oeste-Azarbaijão, Ardabil, Zanjan, em algumas regiões das Províncias de Kordestan, Qazvin, Hamadan, Gilan, Kermanshah, Qom e Markazi. Muitos Azeris vivem também em Teerã, em Karaji e em outras áreas. Em geral, os azeris sempre foram considerados como uma “minoria lingüística bem integrada”, de acordo com estudiosos como a antropóloga Patrícia Higgins. Idioma Sul Azerbaijano é como se chama essa variante ISO 639-3 do Azeri.

### Distribuição das variantes
- Variante Norte Azeri[9]

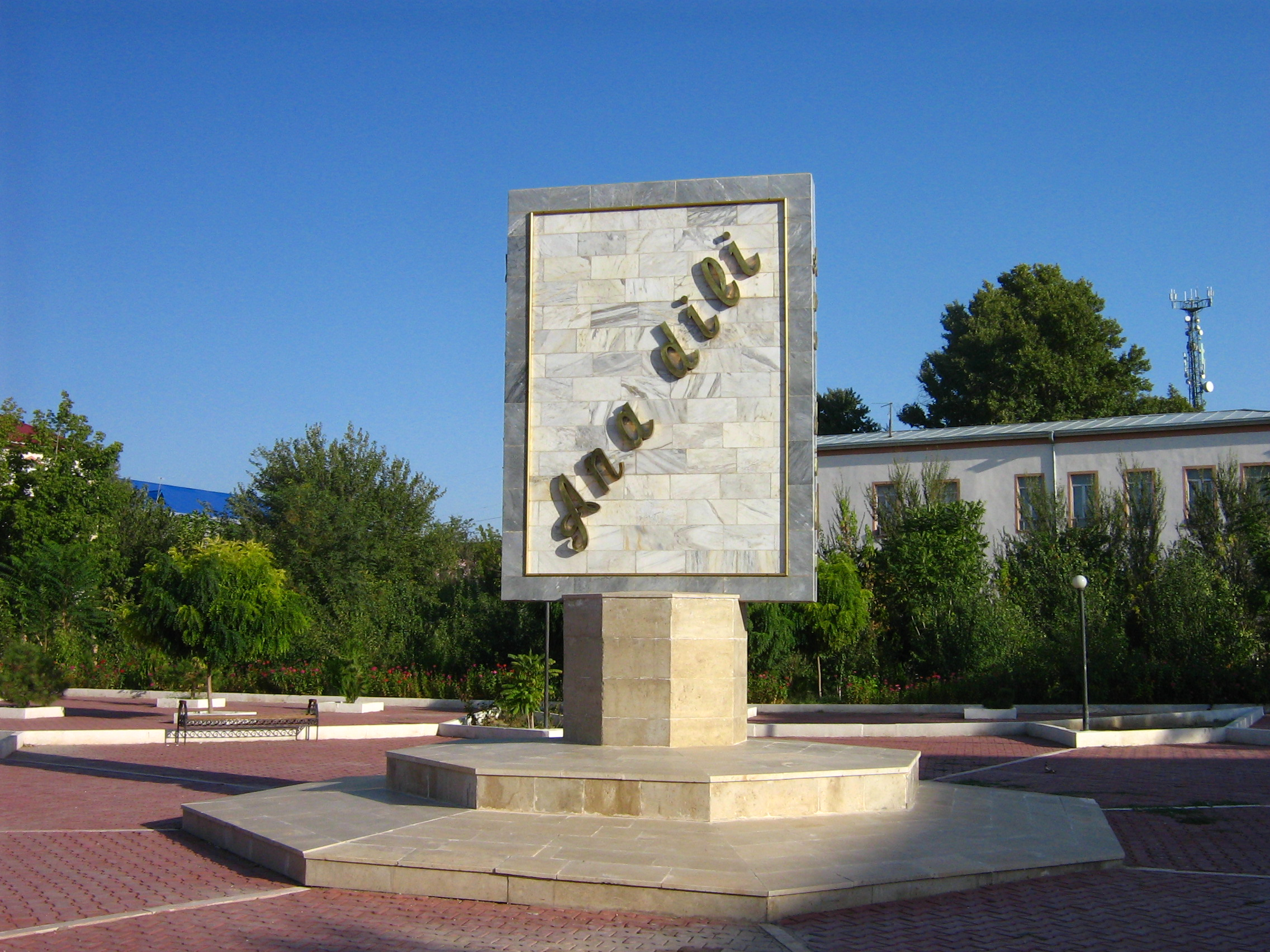
Monumento para a língua nativa azeri em Azerbaijão.

Azerbaijão, sul do Daguestão, ao longo da costa do Mar Cáspio no sul do Cáucaso. Também falado na Armênia, Estônia, Geórgia, Cazaquistão, Quirguistão, Rússia asiática, Turcomenistão e Usbequistão.
- Variante azeri meridional

Leste e oeste do Azerbaijão, “Ardabil”, província Zanjan, parte do Kurdestão, províncias de Hamedan, Qazvin, Markazi e Gilan; muitos nos distritos de Teerã. Há grupos de azeris na província de “Fars” e em outras no Irã. Falado também no Afeganistão, Azerbaijão, Iraque, Síria, Turquia asiática.
- Todos os trazamzeri do Cáucaso e os do Irã

Muitas palavras oriundas do persa ou do árabe não são entendidas pelos caucasianos. Exemplo: a palavra firqə ("partido político") usada pelos azeris do Irã pode não ser entendida pelos azeris do Cáucaso onde se usa para isso a palavra partiya. O exemplo é significativo pois essa palavra foi muito usada na região desde que as duas comunidades se separaram em 1828.
A lista seguinte apresenta apenas algumas das várias perspectivas da "dialetologia" azeri, sendo que alguns dos dialetos são variantes de outros:
- Ardabil (Ardabil, leste de Guilão, Irã)
- Airum (noroeste do Azerbaijão; nordeste da Armênia)
- Bacu (leste do Azerbaijão)
- Borchali (sul da Geórgia; norte da Armênia)
- Derbente (sul da Rússia)
- Gabala (Gutegaxém) (norte do Azerbaijão)
- Ganja (oeste do Azerbaijão)
- Gazacu (noroeste Azerbaijão)
- Guba (nordeste Azerbaijão)
- Hamadã (Hamadã, Irã)
- Carabaque (central Azerbaijão)
- Caradaque (Leste e oeste Azerbaijão, Irã)
- Carse (leste da Turquia e nordeste da Armênia)
- Quircuque (norte do Iraque)
- Lancarã (sudeste Azerbaijão)
- Maraga (leste Azerbaijão, Irã)
- Mugã (Salgã) (central Azerbaijão)
- Naquichevão (sudoeste Azerbaijão)
- Ordubade (sudoeste Azerbaijão; sul da Armênia)
- Xaqui (Nuca) (norte Azerbaijão)
- Xirvão (Xamaqui) (leste Azerbaijão)
- Tabriz (leste Azerbaijão, Irã)
- Úrmia (oeste Azerbaijão, Irã)
- Iameji (oeste Azerbaijão, Irã)
- Erevã (central Armênia)
- Zagatala-Gaque (norte Azerbaijão)
- Zanjã (província Zanjã, Irã)

Os dialetos acima apresentados eram tradicionalmente falados nessas áreas até pouco temo atrás. Como consequência do conflito de Nagorno-Karabakh praticamente todos os azeris da Armênia fugiram do país em 1991, não havendo mais falantes da língua na Armênia.
Irã: Diversos e sucessivos governos do país sempre evitaram e dificultaram a publicação de quaisquer estatísticas acerca de grupos étnicos no país. Com isso fica difícil de avaliar a quantidade de falantes de azeri, bem como de azeri étnicos.

## Fonologia

### Consoantes
|                      | Bilabial | Bilabial | Labiodental | Labiodental | Dental | Dental | Alveolar | Alveolar | Postalveolar | Postalveolar | Palatal | Palatal | Velar | Velar | Glotal | Glotal |
| -------------------- | -------- | -------- | ----------- | ----------- | ------ | ------ | -------- | -------- | ------------ | ------------ | ------- | ------- | ----- | ----- | ------ | ------ |
| Plosivas africativas | p        | b        |             |             | t      | d      |          |          | ʧ            | ʤ            | c       | ɟ       | k     | ɡ     |        |        |
| Nasais               | m        | m        |             |             | n      | n      |          |          |              |              |         |         |       |       |        |        |
| Fricativas           |          |          | f           | v           | s      | z      |          |          | ʃ            | ʒ            |         |         | x     | ɣ     | h      |        |
| Aproximantes         |          |          |             |             |        |        | l        | l        |              |              | j       | j       |       |       |        |        |
| cons. “Tap”          |          |          |             |             |        |        | ɾ        | ɾ        |              |              |         |         |       |       |        |        |

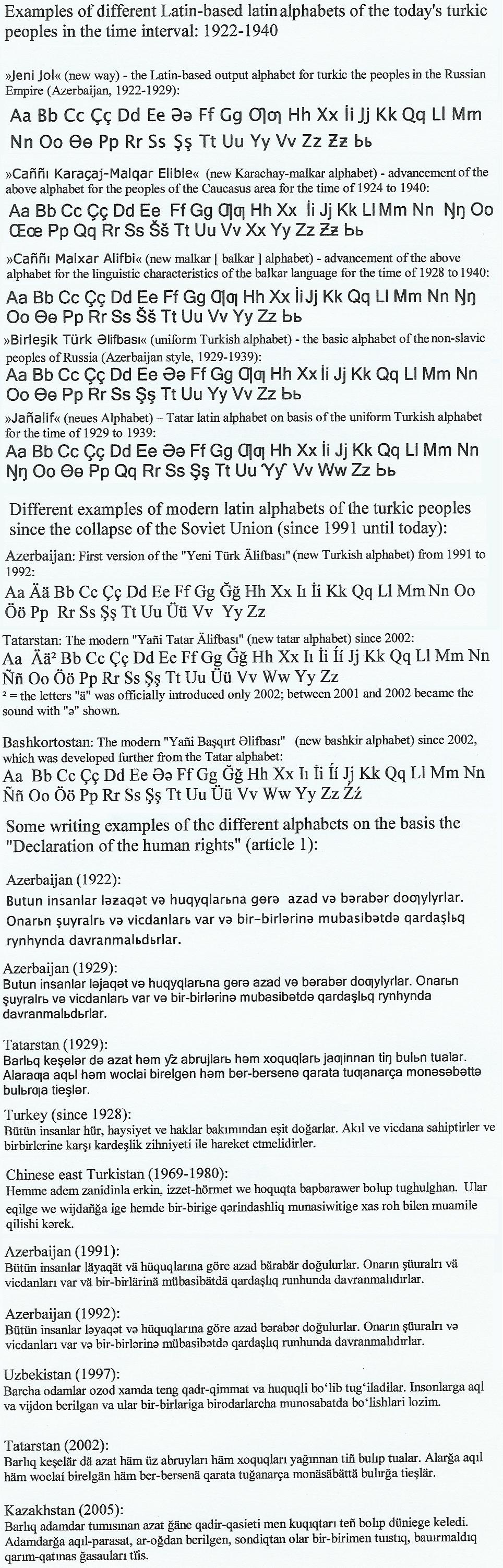
Alfabetos em latim do Azerbaijão.

1. /ʧ/ e /ʤ/ são percebíveis como [ʦ] e [ʣ] respectivamente nas áreas de Tabriz e para o oeste, sul e sudoeste, incluindo Quircuque no Iraque; também nos dialetos de Naquichevão e Airum em Jabrail e em dialetos da costado Cáspio. Ver[10]
2. Em outros dialetos o /c/ soa como [ç] quando no fim de uma palavra e precedidoi por consoante muda (como em çörək [ʧœˈɾæç] - "pão"; səksən [sæçˈsæn] - "oitenta").
3. /k/ aparece somente em palavras vindas do russo ou do francês, pronunciada como /c/, com um k.
4. /w/ exise no dialeto de Quircuque como um alofone de /v/ em palavras vindas do árabe.
5. No dialeto Baku /ov/ pode ser entendido como [oʷ], /ev/, /œv/ como [œʷ], Ex.:. /ɡovurˈma/ → [ɡoʷurˈma], /sevˈda/ → [sœʷˈda], /dœvˈran/ → [dœʷˈran]

### Vogais
Fonemas vogais do Azeri padrão
/i, y, ɯ, u, e, œ, o, æ, ɑ/

## Alfabetos
| Aa | Аа | آ ا |
| Əə | Әә | ا ه |
| Bb | Бб | ب   |
| Cc | Ҹҹ | ج   |
| Çç | Чч | چ   |
| Dd | Дд | د   |
| Ee | Ее | ا ئ |
| Ff | Фф | ف   |

| Gg | Ҝҝ | گ   |
| Ğğ | Ғғ | غ   |
| Hh | Һһ | ه ح |
| Xx | Хх | خ   |
| Iı | Ыы | ئ   |
| İi | Ии | ی   |
| Jj | Жж | ژ   |
| Kk | Кк | ک   |

| Qq | Гг | ق |
| Ll | Лл | ل |
| Mm | Мм | م |
| Nn | Нн | ن |
| Oo | Оо | و |
| Öö | Өө | و |
| Pp | Пп | پ |
| Rr | Рр | ر |

| Ss | Сс | س ص ث   |
| Şş | Шш | ش       |
| Tt | Тт | ت ط     |
| Uu | Уу | و       |
| Üü | Үү | و       |
| Vv | Вв | و       |
| Yy | Јј | ی       |
| Zz | Зз | ز ذ ظ ض |

Na república do Azerbaijão, a língua Norte Azeri usa hoje oficialmente o alfabeto latino, mas o cirílico ainda é muito usado no país. No Irã, o Azeri Sul usa a escrita perso-árabe. Há uma corespondência “um-a-um” entre os alfabetos latino e cirílico para o Azeri Norte, com a alfabeto cirílico não convencional.
Até 1929, Azeri era somente escrito no alfabeto perso-árabe. Entre 1929 e 1938 passou a ser usado o alfabeto latino passou a ser usado para o Norte Azeri, embora em forma ligeiramente diferente da forma usada agora. De 1938 até 1991, o alfabeto cirílico passou a ser usado. Em 1991, foi novamente adotado o alfabeto latino, porém agora em forma própria. A transição foi lenta, havendo ainda algum uso do cirílico.
Certas palavras estrangeiras são transliteradas: "Bush" fica como "Buş" e "Schröder" é escrito "Şröder".
O Azeri sul no Irã usa o perso-árabe, sem haver ainda, no entanto, uma ortografia padronizada.

## Nomenclatura
Em 1992–1993, com o “Partido da Frente Popular do Azerbaijão” no poder no Azerbaijão a língua oficial do país foi denominada pelo parlamento como  Türk dili ("túrquico"). Porém desde 1994 o Soviete mudou o nome da língua para  Azərbaycan dili ("azeri") para refletir a nova constituição. Varlıq, a mais importante revista literária do Irã usa a Os falantes de Azeri sul no Irã se referem ao idioma como Türki, distinguindo das denominações İstambuli Türki ("turco anatólio"), a língua oficial da Turquia.
Algumas pessoas consideram o azeri como um dialeto da grande língua turca, chamado a língua de Azərbaycan Türkcəsi (“turco azeri"). Estudiosos como “Vladimir Minorsky” usaram essa definição em seus trabalhos. ISO e Unicode Consortium chama a língua de "Azeri" e suas variantes são consideradas como and its two varieties "Nore Azeri" e "Sul Azeri". Conforme o “Linguasphere Observatory”, todas as línguas oguzes formam uma grande língua dita “externa”, sendo "Azeri-N." e "Azeri-S." línguas “internas” à mesma